# NÅ!!80
NÅ!!80 var en generations-manifestation, som afholdtes lørdag den 11. til søndag den 12. oktober 1980 i Huset i Magstræde i København. Der deltog repræsentanter i alderen 15-25 år fra såvel lyrikkens som musikkens, teatrets og filmens verden.
Bag arrangementet, som medførte stor interesse for den nye generations kunstudtryk og -udøvere, stod lyrikerne Jens Fink-Jensen og Michael Strunge, filminstruktørerne Rumle Hammerich og Linda Wendel, journalisten Synne Rifbjerg og billedkunstneren Lillian Polack.

## Deltagere i NÅ!!80
- Lyrikere: Jens Fink-Jensen, Henrik S. Holck, F.P. Jac, Bo Green Jensen, Michael Strunge, Søren Ulrik Thomsen med flere.
- Bands: Sods, Ballet Mécanique, Scatterbrain, Voxpop, SW 80, Cockpit Music, Gate Crashers, Pin-Ups, Repeat, Zambassa, Band Yt, Congo Karls Kapel, Count Duke, Hot Beating, NTL, Still m.fl.